# Bâtard légitimé
 (juillet 2022).
Si vous disposez d'ouvrages ou d'articles de référence ou si vous connaissez des sites web de qualité traitant du thème abordé ici, merci de compléter l'article en donnant les références utiles à sa vérifiabilité et en les liant à la section « Notes et références ».
Dans les sociétés médiévales et d'Ancien Régime, un bâtard légitimé est un enfant naturel reconnu par son père. Suivant la coutume, ces enfants légitimés peuvent acquérir des droits, des biens, une honorabilité en rapport avec le statut de leur père. Pour ce qui était des enfants naturels des princes de sang, la noblesse était acquise par leur légitimation — coutume, qui cependant, ne s'appliquait qu'aux princes et non aux gentilhommes. Les bâtards légitimés des membres de la noblesse naissaient roturiers jusqu'à leur possible anoblissement, personnel ou héréditaire, par volonté du souverain et non par la puissance de l'acte législatif. La légitimation pouvait être complète,[réf. nécessaire] si les parents de ce bâtard légitimé se mariaient après la naissance de leur enfant. Cependant, si celui-ci naissait adultérin (dont le père ou la mère, ou les deux, étaient déjà à sa naissance engagés dans les liens d'un autre mariage), la légitimation complète était impossible au regard de l'Église et donc de la loi.
Par le fondement de l'article 26 de l’ordonnance d’Henri IV, du mois de mars 1600, « les bâtards des gentilshommes ne pourront plus s'attribuer les titres et la qualité de leur père et être mis au rang des nobles, à moins qu’ils n’aient des lettres d’anoblissement vérifiées dans les formes, fondées sur quelque grande considération de leur mérite ».
Sur ce principe, les États Généraux assemblés à Paris en 1614 et 1615, demandèrent au roi Louis XIII, par l’article 68 de leurs cahiers que les bâtards des gentilshommes ne puissent jouir des privilèges de la Noblesse.
Le dicton disait alors de la coutume du bâtard légitimé, « le roi fait des princes ; le prince, des gentilhommes ; et le gentilhomme, des roturiers ».
Louis XIV crée, à la fin de son règne, un rang intermédiaire pour ses enfants légitimés — le duc du Maine et le comte de Toulouse —, placé en-dessous des princes du sang et au-dessus des ducs et pairs. Par l'édit de Marly de juillet 1714, il tente ainsi par l'officialisation (publique et solennelle) de ce statut des « princes légitimés », de les assimiler aux princes du sang, de les rendre conformes à la succession dynastique, et donc aptes au trône, en violation des lois fondamentales du royaume. Louis XIV confère ainsi à ses fils bâtards, le duc de Maine et le comte de Toulouse, ses enfants adultérins par Madame de Montespan, le titre de « Prince du sang », agissant comme un testateur de droit privé. L’édit de Marly indiquant au sujet de la succession à la Couronne : « s’il arrivât qu’il ne restât pas un seul Prince légitime du sang de la maison de Bourbon, [celle-ci] serait dévolue à ces enfants légitimés et à leurs descendants ».
Le Parlement manifestant son hostilité, Louis XIV se voit contraint d’exprimer de nouveau sa volonté dans une déclaration de 1715, affirmant que le parlementaire se devait d'assimiler ses enfants légitimés aux princes de sang royal, que ce soit pour le rang, les préséances ou autres prérogatives. Cette prétention est rejetée par le Parlement de Paris, qui invalide le testament du Roi Soleil, à sa mort en 1715.
Par ailleurs, l’édit de juillet 1717 pose que dans l’hypothèse de l’extinction de la branche légitime des Bourbons, ce serait aux Peuples du Roi de procéder à un choix dont les modalités ne sont pas développées : « Puisque les lois fondamentales de notre royaume nous mettent dans une heureuse impuissance d’aliéner le domaine de notre Couronne, nous nous faisons gloire de reconnaître qu’il nous est encore moins libre de disposer de notre Couronne même ; nous savons qu’elle n’est à nous que pour le bien et le salut de l’État, et que par conséquent l’État seul aurait droit d’en disposer… ». Cet édit révoque l’ensemble des dispositions de 1714 et 1715 pour mettre, selon ses propres termes, « l’intérêt et la loi de l’État en sûreté ».
En héraldique, les armes d'un bâtard légitimé (qui ne prévaut pas obligatoirement d'un état de noblesse pour l'enfant légitimé) sont celles de son père brisées d'une barre : Sur les remontrances de 1614 et 1615 et sur celles des assemblées tenues à Rouen en 1617 et à Paris en 1626, Louis XIII prit une ordonnance enregistrée le 15 janvier 1629, dont l’article 197 est conçu en ces termes : « Ne seront tenus pour Nobles les bâtards des gentilshommes ; et, en cas qu’ils aient été anoblis par nos prédécesseurs ou par nous,  eux et leurs descendants seront tenus de porter sur leurs armes une barre qui les distingue d’avec les légitimes ; et ne pourront prendre les noms des familles dont ils seront issus, sinon du consentement de ceux qui y ont intérêt ».
Le droit de légitimation tend à devenir un privilège de la couronne dans la plupart des monarchies européennes à l'époque moderne.[réf. nécessaire] L'administration royale délivre alors des lettres de légitimation qui valident la procédure.[réf. nécessaire]

## Pour approfondir